# CD40

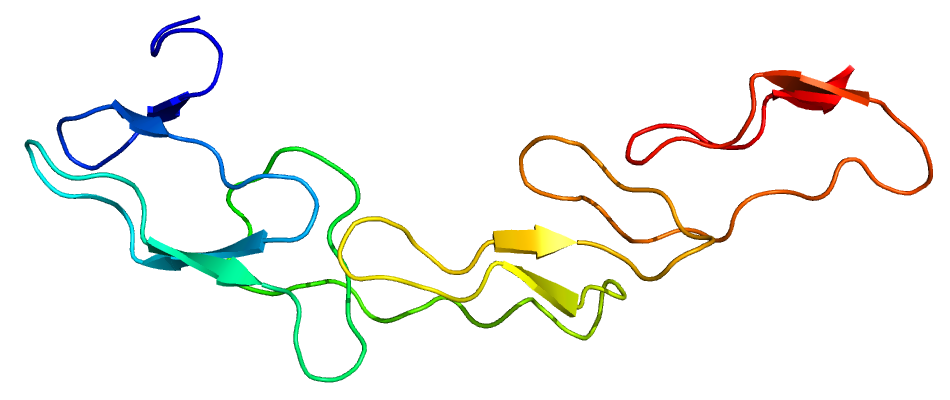
CD40

CD40 is een transmembraaneiwit (een membraan-gebonden eiwit dat de volledige lipide dubbellaag overspant) dat een belangrijke rol speelt in het immuunsysteem. Het eiwit is te vinden op antigeen-presenterende cellen. Het eiwit speelt een rol bij infectieziekten, auto-immuunziekten (zoals reumatoïde artritis en lupus erythematodes) en is een belangrijk doelwit in immunotherapie voor bepaalde kankers.
De belangrijkste functie van CD40 is de interactie met CD40L (CD154), een ligand uit de eiwitfamilie tumornecrosefactor op geactiveerde T-helpercellen. Deze interactie is essentieel voor de activatie en differentiatie van B-cellen, wat leidt tot antilichaamproductie en class switching. Daarnaast stimuleert CD40 dendritische cellen en macrofagen, waardoor een sterkere immuunrespons ontstaat.
Mutaties in CD40 of CD40L kunnen leiden tot immuundeficiënties, zoals het hyper-IgM syndroom.